# Lupinus adsurgens
Lupinus adsurgens là một loài thực vật có hoa trong họ Đậu. Loài này được Drew miêu tả khoa học đầu tiên.